# Leopoldo Barba
Leopoldo Barba Cortés (* 11. Januar 1941 in Juanacatlán, Jalisco), auch bekannt unter dem Spitznamen Polo, ist ein ehemaliger mexikanischer Fußballspieler auf der Position eines Stürmers. Er ist der älteste der 5 Barba-Brüder, die allesamt Fußballprofis wurden, womit die Familie Rekordhalter mit den meisten Fußballprofis in den beiden höchsten mexikanischen Spielklassen ist. Die jüngeren Brüder sind – in der Reihenfolge ihrer Geburten – Javier, Leonardo, Salvador und Carlos.

## Leben

### Verein
Leopoldo Barba begann seine Laufbahn als Fußballprofi in der zweiten mexikanischen Fußballliga beim Club Deportivo Nacional, mit dem er in der Saison 1960/61 die Zweitligameisterschaft gewann und in die Primera División aufstieg. Für die Erstliga-Saison 1961/62 erhielt Barba jedoch keinen Vertrag beim Aufsteiger Club Nacional und wurde stattdessen vom Zweitligisten Jabatos de Nuevo León verpflichtet, mit dem ihm 5 Jahre später erneut die Zweitligameisterschaft sowie der damit verbundene Aufstieg in die höchste Spielklasse gelang. Bei den Jabatos erhielt Leopoldo Barba einen Vertrag für die erste Liga und er war während der gesamten Erstligazugehörigkeit im Team der Jabatos.
Nach deren Abstieg am Ende der Saison 1968/69 wechselte Barba zu den UANL Tigres, in deren Reihen er seine aktive Laufbahn in der Saison 1973/74 ausklingen ließ. Zwischenzeitlich spielte er aber auch mindestens eine Saison bei den Tiburones Rojos Veracruz.

### Nationalmannschaft
Als die mexikanische Fußballnationalmannschaft am CONCACAF-Nations-Cup 1969 teilnahm, trat sie mit einer sogenannten „Zweitmannschaft“ an und beendete das aus 6 Mannschaften bestehenden Turnier (hinter der Fußballnationalmannschaft der Niederländischen Antillen) nur auf dem vierten Rang. Leopoldo Barba nahm an allen 5 Begegnungen teil und erzielte am 4. Dezember 1969 seinen einzigen Länderspieltreffer zum 2:2-Endstand gegen die Mannschaft der Niederländischen Antillen.

## Erfolge
- Mexikanischer Zweitligameister: 1960/61 (mit Nacional), 1965/66 (mit Neuvo León)